# Sodong (Wonotunggal)
Sodong is een bestuurslaag in het regentschap Batang van de provincie Midden-Java, Indonesië. Sodong telt 1517 inwoners (volkstelling 2010).